# Plaza del Pino

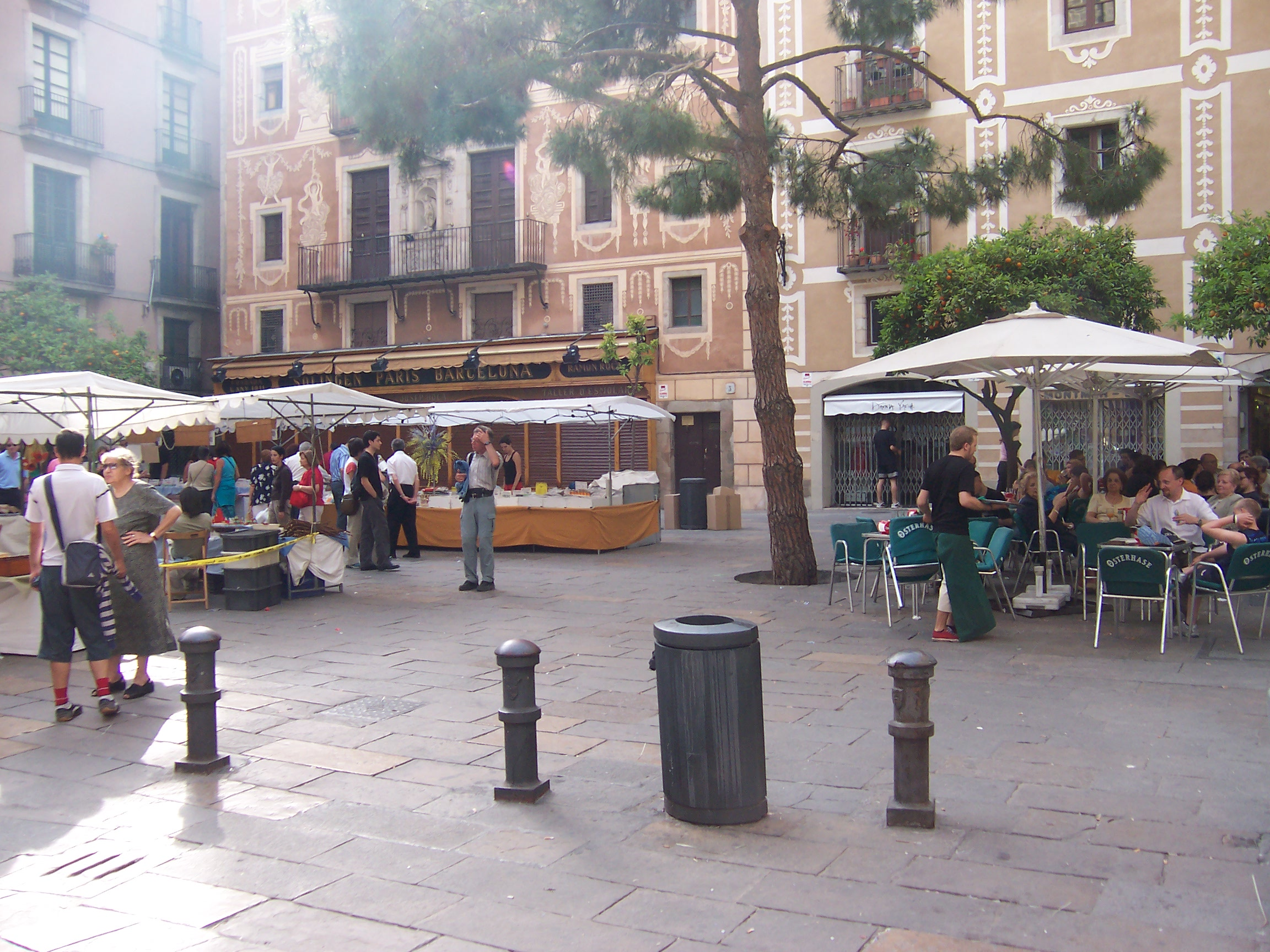
Vista parcial de la plaza

La plaza del Pino (oficialmente y en catalán, plaça del Pi) está situada en el barrio del Pi en el distrito de Ciutat Vella, Barcelona, delante de la puerta principal de la basílica de Santa María del Pino. Es un espacio plano comprendido entre dos rieras y el viejo camino romano —la actual calle de la Boquería— que salía de la ciudad por el lado de poniente, caracterizado por un pino singular.

## El barrio
En el barrio del Pi se encuentran algunas notas constantes que caracterizan la formación y la historia de sus calles, no son sólo aspectos de naturaleza religiosa, justificada en este caso por la existencia de la iglesia parroquial, sino notas puramente topográficas y económicas, es decir, debidas tanto a la tierra misma como la intervención social, más o menos consciente.
Este sector de la ciudad comprendido entre el trazado del antiguo muro romano, representado aquí por las calles de la Palla, Banys Nous, y la Rambla, y entre las calles de la Portaferrissa y de la Boquería. En este espacio es donde parecen condensarse las características a las que se alude.

## Historia
En la segunda mitad del siglo X se refleja en los documentos la imagen de una plaza conocida con el calificativo de palma situada cerca de la muralla y que debió quedar limitada, por un lado, por el curso del arroyo del Pi, y por otro, por el arenal de la Rambla.
El hecho de recibir el nombre de palma permite relacionar este paraje con otras palmas ciudadanas, la de San Justo, citada en la misma época, la de Santa Catalina, que se le sumó en el siglo XIII, y aunque se podría citar la palma de San Ginés. Palma debió significar simplemente «plan» por influencia, quizás, de la palma de la mano que algunas veces se pone como ejemplo y ponderación de cosa plana. Así como decimos: plano como la palma, o palma de la mano.
Dejando aparte por infundadas las suposiciones de una primera iglesia paleocristiana, lo tiene un documento irrecusable que demuestra la existencia de un templo con el nombre de Santa María de ipso Pino en el año 965, donde se daba ya como templo que presidía una cierta página afueras inmediatos a la muralla primitiva de Barcelona. Se trata de una referencia al testamento de Bonhom y al legado que hacía el monasterio de San Pedro de las Puellas de un huerto situado en un lugar llamado la palma de Santa María del Pino.
Otro documento poco posterior precisa, por si quedaba alguna duda en la identificación, que dicha iglesia se encuentra situada en occidente de la ciudad.
Más tarde, concurre otra palabra con significado similar: «plan» decimos refiriéndonos a ciertos parajes ciudadanos: plano de la Catedral, plano de Llull, plano de la Boquería, plano de Palacio, o plano de las Comedias. Todo prepara el advenimiento y dominio de una tercera palabra: «plaza», con igual significado, sin llegar a desterrar el uso de las anteriores. Plaza era más bien -como lo es todavía- indicación de mercado: plaza del Trigo, plaza del Aceite, o bien con significación de llanura urbana sin aplicación comercial.
Este documento del año 965 todavía permite otro punto de meditación cuando dice Santa María de ipso Pino, frase que traducida de la época nos daría Santa María desde Pi, con la forma arcaica del artículo, conservada en ciertas localidades de la Costa Brava y en las islas Baleares. La expresión Santa María desde Pino, equivaldría a San Juan desde Pino, que aparece también por la misma época junto con la de San Justo desde Aliso fórmulas ambas que se han conservado por designar dos poblaciones vecinas de Barcelona.

## Lenguaje popular
El caso es, sin embargo, que la forma Santa María desde Pi no parece haber trascendido al lenguaje popular antiguo ni moderno. La existencia simultánea de los dos pinos, el de Santa María, junto a las murallas de Barcelona y el de San Juan en el camino del Llobregat, evocan un paisaje singular en el que, más allá de sus encinares y pinares, destacan algunos pinos solitarios, notables por el solo hecho de su aislamiento o por su extraordinaria lozanía.

## Tradición popular

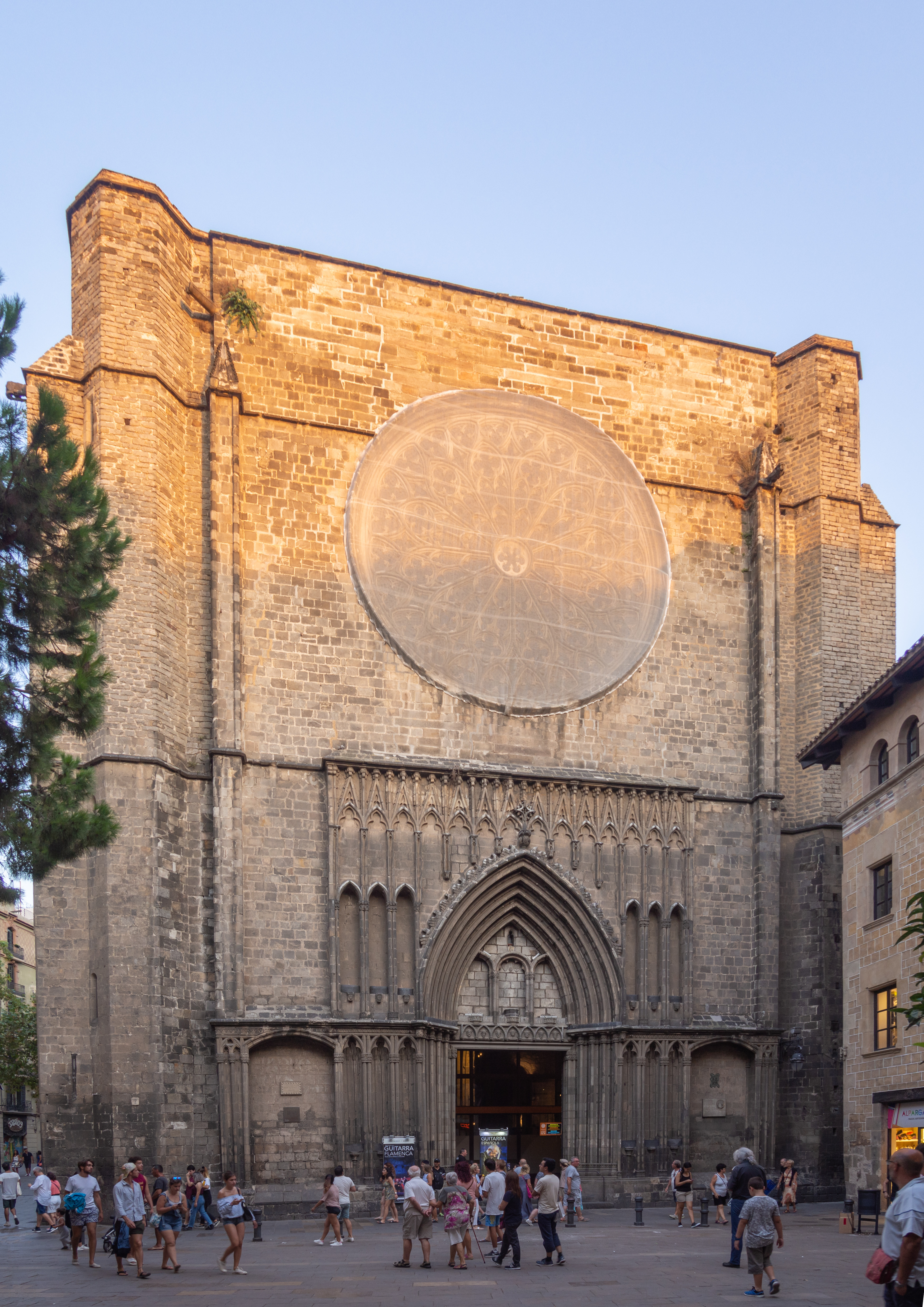
Fachada de la iglesia del Pino.

Según la voz de la tradición popular, en tiempos de la invasión sarracena el mar llegaba todavía a estas alturas, y precisamente en estos contornos había un barrio de pescadores que pusieron una fuerte resistencia a la invasión. Cuando hubo pasado el azote de la guerra y los tiempos fueron más tranquilos, uno de esos marineros, superviviente de la lucha, encontró en la copa de un pino una imagen de la Virgen a la cual fue dedicada, en el mismo lugar del descubrimiento, una capilla que con el tiempo ha llegado a ser el templo actual.
El pino tuvo que ser sustituido por otro que perpetuara el recuerdo, el cual llegó a tener tanta lozanía que su copa se veía por encima de los edificios. Este gran pino existía aun cuando tuvo lugar la invasión francesa, y parece que un soldado napoleónico le atravesó el tronco con una bayoneta, y murió. Más tarde fue plantado otro pino y otro hasta llegar al actual, como muestra de la tenacidad con que se intenta salvar el valor espiritual de la leyenda.

## Edificios notables
Además de la iglesia del Pino, en esta plaza se levanta la casa del antiguo gremio de revendedores, cuyo frente fue muy decorado con esgrafiados, ya casi desvanecidos. Tiene además una hornacina, que hasta el año 1936 contuvo una imagen del arcángel San Miguel, patrón del gremio. Los revendedores tuvieron en su capilla de la iglesia del Pino un retablo con magníficas pinturas del siglo XV, de Jaume Huguet, del que se conservan cinco tablas en Museo Nacional de Arte de Cataluña. Tenían también un paso de la procesión de Semana Santa, obra del escultor Damià Campeny y Extraño, del siglo XIX.
Hay todavía en la plaza otra casa notable: la casa de la Cofradía de la Sangre, curioso ejemplar de la arquitectura urbana de los primeros años del siglo XVII.

## Otros monumentos
Junto a la Plaza del Pino, en la de San José Oriol, se encuentra una estatua sedente de bronce de Ángel Guimerá, réplica fiel de la que encuentra situada frente al Teatro Guimerá de Santa Cruz de Tenerife.